# Корикијске нимфе
Корикијске нимфе (Корикиде, Корициде) су у грчкој митологији биле нимфе из Корикијске пећине.

## Митологија
Биле су Најаде са извора Корикијске пећине на планини Парнас близу Делфа у Фокиди у централном делу Грчке. Најпре су насељавале острво Кеос, али су са њега побегле због лава који се тамо појавио. Аполоније са Рода као њиховог оца наводи речног бога Плеиста (или Плиста). Ове нимфе је поштовала и Питија, а Орфеј је певао Аргонаутима о њима, како су храбриле бога Аполона у његовој борби против чудовишта Питона. Према неким ауторима, Парнас (и пећина на њему) је управо био посвећен овом богу, као његово свето место.

## Списак
Њихова имена су највероватније била:
- Дафнида
- Касталија
- Клеодора
- Корикија
- Мелена
- Мелија